# Sport 5

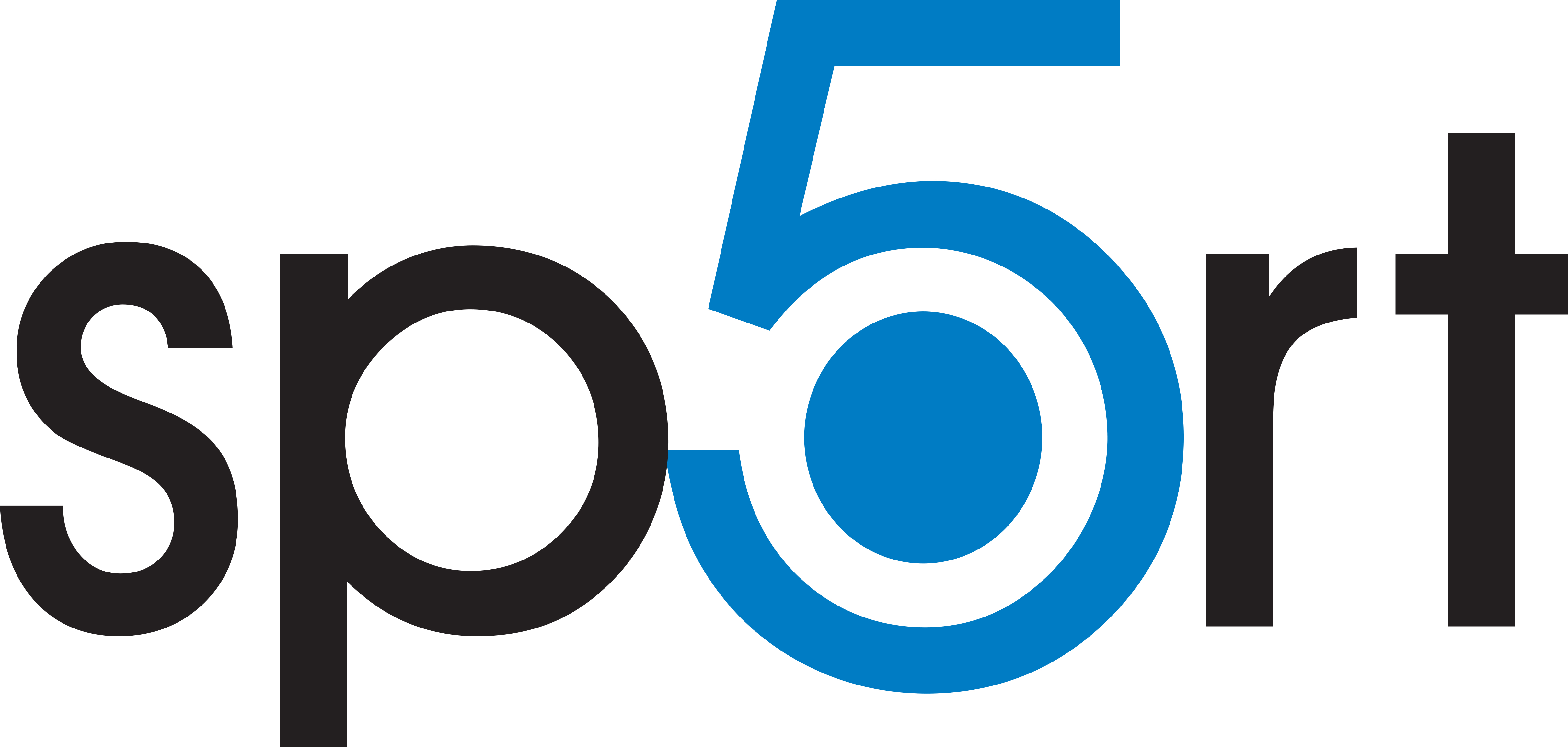
Logo von Sport 5

Sport 5 ist ein tschechischer Sportkanal, der von SPORT 5 a. S. betrieben wird. Sport 5 wurde am 11. März 2008 lizenziert und begann am 2. Mai dieses Jahres mit der Ausstrahlung. Bis zum 1. September 2013 konzentrierte sich die Station auf Motorsport und Autofahren. Sport 5 wurde dann durch andere Sport- und Freizeitaktivitäten ergänzt, die live übertragen werden oder Clips und Aufzeichnungen aktueller und historischer Ereignisse zeigen. Das Rundfunkprogramm wird durch thematische Magazine ergänzt.
Im November 2011 wurde Petr Charouz, ein 20-jähriger Autorennfahrer, alleiniger Eigentümer von SPORT 5.
Im terrestrischen Rundfunk ist der Sport-5-Sender in DVB-T im regionalen Netz 7 und in DVB-T2 im Übergangsnetz 13 und im Multiplex 24 verfügbar. Er sendet weiterhin auf Satelliten- und Kabelkanälen. Am 1. Mai 2020 verließ Sport 5 das regionale Netz 8.
Ziel des Senders ist es, tschechische und slowakische Fans näher an Sportarten heranzuführen, die sie sonst nirgendwo finden.